# Krzywicze Wielkie
Krzywicze Wielkie (biał. Вялікія Крывічы; ros. Великие Кривичи) – wieś na Białorusi, w obwodzie mińskim, w rejonie wołożyńskim, w sielsowiecie Raków.

## Historia
W czasach zaborów wieś i folwark w gminie Raków, w powiecie mińskim, w guberni mińskiej Imperium Rosyjskiego. 
W latach 1921–1945 wieś, osada i dwa majątki leżały w Polsce, w województwie wileńskim, w powiecie stołpeckim, a od 1927 w powiecie mołodeckim, w gminie Raków.
Według Powszechnego Spisu Ludności z 1921 roku zamieszkiwało:
- wieś – 62 osoby, 1 była wyznania rzymskokatolickiego a 61 prawosławnego. Jednocześnie 1 mieszkaniec zadeklarował polską a 61 białoruską przynależność narodową. Było tu 13 budynków mieszkalnych[4]. W 1931 w 12 domach zamieszkiwało 65 osób[5].
- osadę w 1931 w 2 domach zamieszkiwało 12 osób[5].
- majątek w 1931 (wykazany jako Krzywicze) w 4 domach zamieszkiwało 28 osób[5].
- majątek  – 30 osób, wszystkie były wyznania rzymskokatolickiego i zadeklarowały polską przynależność narodową. Były tu 3 budynki mieszkalne[4]. W 1931 w 3 domach zamieszkiwało 27 osób[5].

Wierni należeli do parafii rzymskokatolickiej w Rakowie i miejscowej prawosławnej. Miejscowość podlegała pod Sąd Grodzki w Rakowie i Okręgowy w Wilnie; właściwy urząd pocztowy mieścił się w Rakowie.